# Silke Knut
Silke Knut (* 27. Juli 1972 in Leverkusen) ist eine ehemalige deutsche Leichtathletin.

## Sportliche Karriere
Silke Knut ist die Tochter des Trainers Bernd Knut, sie startete für den TSV Bayer 04 Leverkusen. Bei den Deutschen Meisterschaften 1999 und 2000 belegte sie den vierten Platz im Siebenkampf. In der Mannschaftswertung siegte das Team von Bayer Leverkusen 1992 in Ahlen und 1993 in Vaterstetten mit Bettina Braag, Silke Knut und Anke Straschewski.
Silke Knut startete von 1990 bis 1999 sechsmal im Nationaltrikot.

## Bestleistungen
- 100 Meter Hürden: 13,79 Sekunden am 29. August 1998 in Vaterstetten
- Siebenkampf: 5832 Punkte am 17./18. Juli 1999 in Ratingen